# The Herring Murder Case
The Herring Murder Case (El caso del asesinato del arenque) es un corto de animación estadounidense de 1931, de la serie Talkartoons. Fue producido por los estudios Fleischer y distribuido por Paramount Pictures. En él aparecen  Bimbo y Koko el payaso.

## Argumento
Un temible gorila asesina a un arenque. Koko avisa al detective Bimbo. Tras interrogar a la esposa del finado, sigue unas huellas sospechosas, aunque no son una pista fiable. Al final, dedidirá actuar siguiendo la máxima que dice que el asesino siempre vuelve a la escena del crimen.

## Realización
The Herring Murder Case es la vigésima tercera entrega de la serie Talkartoons y fue estrenada el 26 de junio de 1931.
En este corto aparece Koko el payaso tras dos años de ausencia en las pantallas, siendo este su debut sonoro.